# اندیس میر محمد (N۷)
میر محمد(N۷) یک اندیس غیرفلزی است که در حوالی شهر رک سفید استان خوزستان قرار دارد و مادهٔ معدنی موجود در آن، صدف آهکی است.سنگ میزبان این اندیس رسوبات ساحلی است  